# Hilbertovi problemi
Hilbertovi problemi obsegajo seznam (takrat nerešenih) 23 matematičnih problemov, ki jih je objavil nemški matematik David Hilbert na Mednarodnem matematičnem kongresu v Parizu leta 1900. Hilbertovi problemi so imeli močan vpliv na matematiko 20. stoletja. Na kongresu je bilo predstavljeno deset problemov (št. 1, 2, 6, 7, 8, 13, 16, 19, 21, in 22), kasneje pa je bil objavljen celoten seznam.

## Stanje problemov
Hilbertovih 23 problemov:
| Št. | Stanje           | Kratka razlaga                                                                           |
| --- | ---------------- | ---------------------------------------------------------------------------------------- |
| 1.  | ni soglasja      | Domneva kontinuuma                                                                       |
| 2.  | delno rešen      | So aksiomi aritmetike konsistentni?                                                      |
| 3.  | rešen            | Ali lahko imata tetraedra (pod določenimi pogoji) dokazano enako prostornino?            |
| 4.  | preveč nedoločen | Konstruiraj vse metrične prostore v katerih so premice geodetke                          |
| 5.  | rešen            | Ali so zvezne grupe avtomatsko tudi Liejeve grupe?                                       |
| 6.  | nematematičen    | Aksiomatiziraj vso fiziko                                                                |
| 7.  | rešen            | Je število a b transcendentno, za algebrski a ≠ 0,1 in iraconalni algebrski b ?          |
| 8.  | odprt            | Riemannova domneva in Goldbachova domneva                                                |
| 9.  | delno rešen      | Najdi najbolj splošen recipročnostni zakon v poljubnem algebrskem številskem obsegu      |
| 10. | rešen            | Rešljivost diofantskih enačb                                                             |
| 11. | rešen            | Kvadratne forme z algebrskimi številskimi koeficienti                                    |
| 12. | odprt            | Abelovske razširitve obsega algebrskih števil                                            |
| 13. | delno rešen      | Rešitev enačb 7. stopnje s funkcijami dveh spremenljivk                                  |
| 14. | rešen            | Dokaz končnosti določenih popolnih sistemov funkcij                                      |
| 15. | rešen            | Stroga osnova Schubertovega preštevnega računa                                           |
| 16. | odprt            | Topologija algebrskih krivulj in ploskev                                                 |
| 17. | rešen            | Izražanje definitnih racionalnih funkcij kot količnik vsote kvadratov                    |
| 18. | rešen            | Obstaja nepravilni polieder, ki zapolni prostor? Kakšno je najgostejše pakiranje krogel? |
| 19. | rešen            | Ali so vse rešitve Lagrangeevih funkcij vedno analitične?                                |
| 20. | rešen            | Ali imajo vsi variacijski problemi z določenimi mejnimi pogoji rešitve?                  |
| 21. | rešen            | Dokaz obstoja linearnih diferencialnih enačb s predpisano monodromsko grupo              |
| 22. | rešen            | Združitev analitičnih relacij s pomočjo avtomorfnih funkcij                              |
| 23. | rešen            | Nadaljnji razvoj variacijskega računa                                                    |